# Dagaare (Sprache)
Dagaare ist die westafrikanische Sprache der Dagaare und wird von 700.000 (2003) Sprechern in Ghana im nordwestlichen Ende, im westlichen Teil der Upper West Region verwendet. 
Alternative Namen sind Süd Dagari, Dagari, Dagara, Degati, Dagati, Dagaari und Dogaari. 
Dialekte des Dagaare sind Dagaare und Birifor, die teilweise übereinstimmen. Dagaare (Süd) unterscheidet sich von Nord Dagaare, das in Burkina Faso gesprochen wird. 